# NGC 1188
NGC 1188 é uma galáxia lenticular (S0) localizada na direcção da constelação de Eridanus. Possui uma declinação de -15° 29' 05" e uma ascensão recta de 3 horas, 03 minutos e 43,4 segundos.
A galáxia NGC 1188 foi descoberta em 1886 por Frank Leavenworth.